# Eisenbahnunfall von Port Richmond

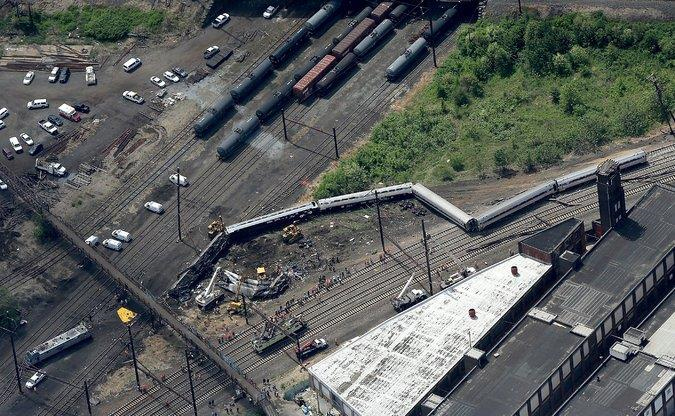
Luftbild der Unfallstelle von Port Richmond

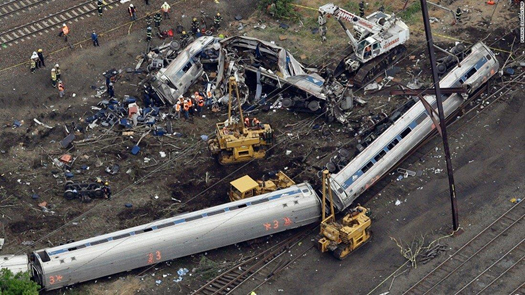
Entgleiste Personenwagen

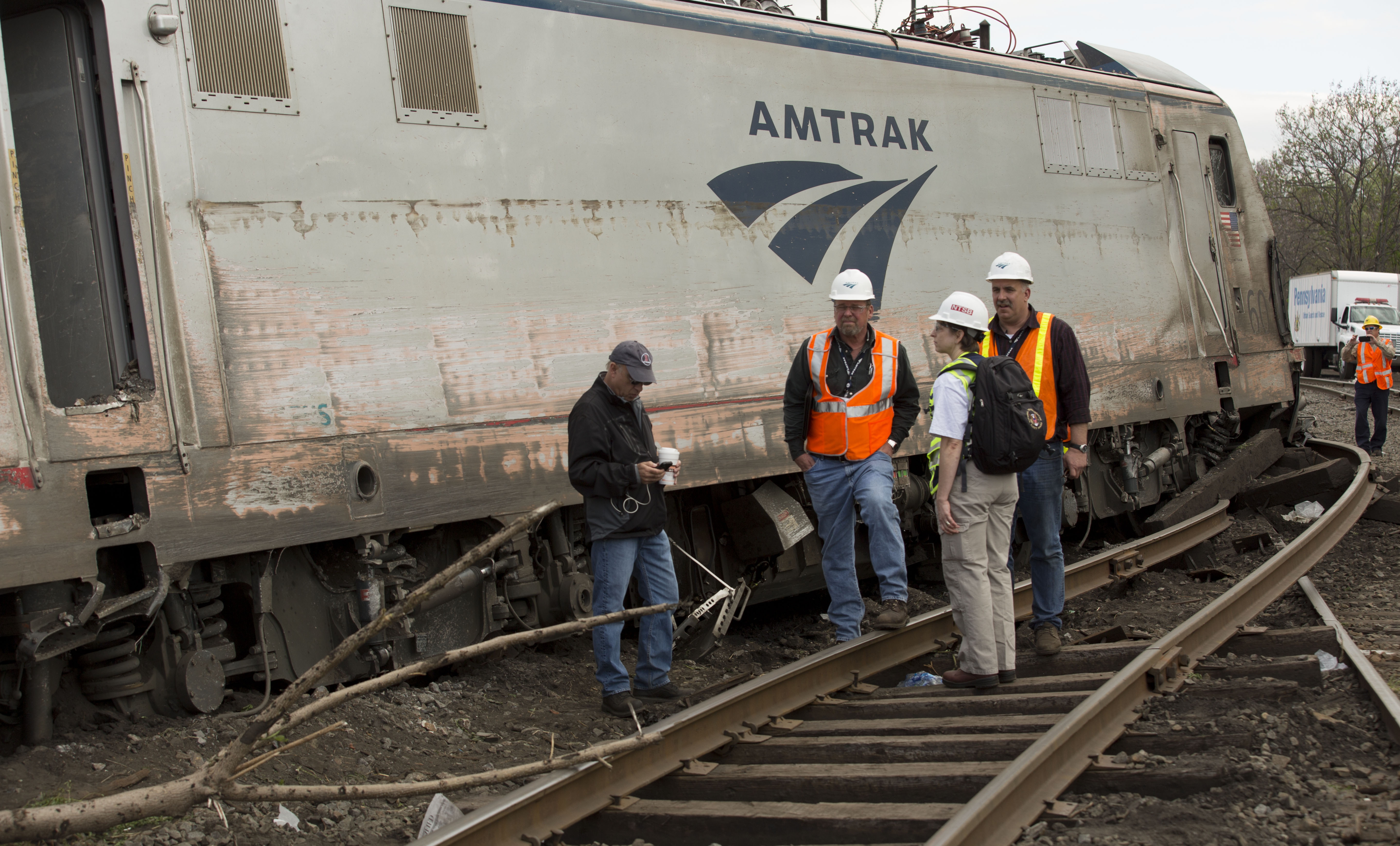
Die Lokomotive des Typs Amtrak ACS-64 mit der Betriebsnummer 601

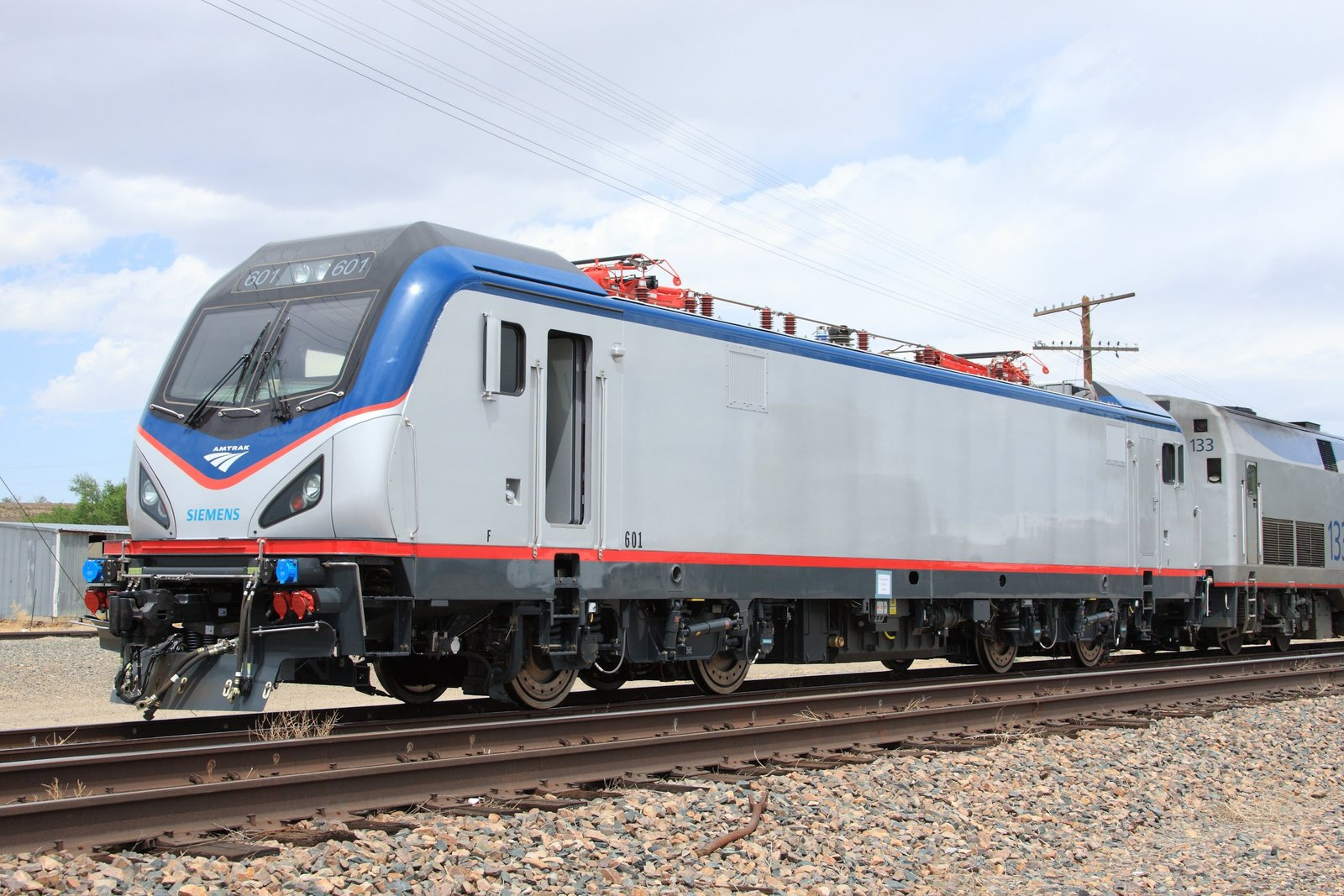
Die verunfallte Lokomotive 2013 vor ihrer Auslieferung an Amtrak

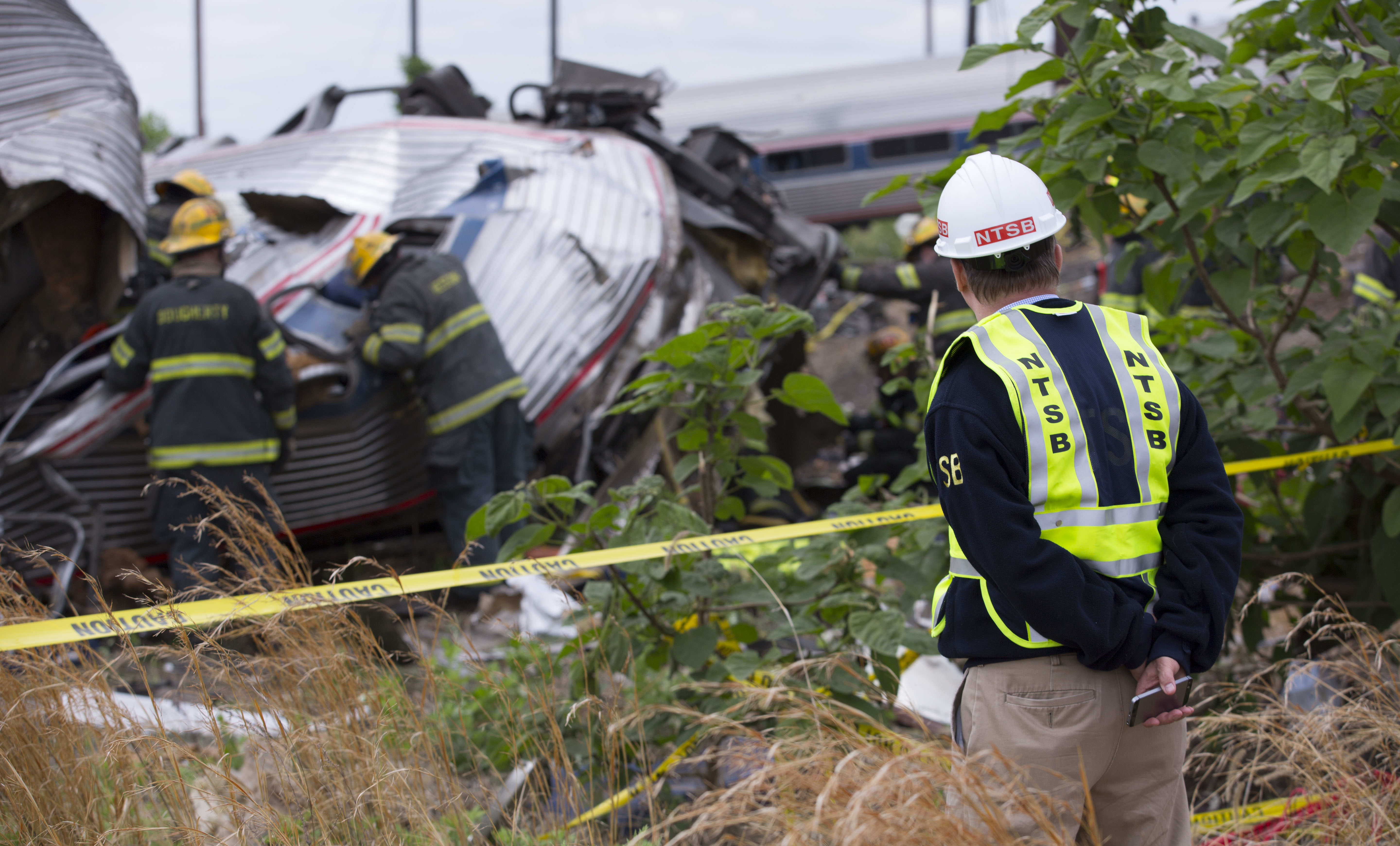
Ein Mitglied des NTSB-Untersuchungsausschusses während der Rettungsarbeiten

Der Eisenbahnunfall von Port Richmond ereignete sich am 12. Mai 2015 in Port Richmond, einem Stadtteil von Philadelphia. Acht Menschen starben.

## Ausgangslage
Das Gleis, auf dem sich der Unfall ereignete, gehört zu der Eisenbahnstrecke „Northeast Corridor“ und war noch nicht mit einem funktionsfähigen Zugbeeinflussungssystem ausgestattet. Signalanlagen und Oberbau waren noch am Tag zuvor im Rahmen einer Routinekontrolle überprüft worden.
Der Northeast Regional 188 von Amtrak befand sich am 12. Mai 2015 auf dem Weg von Washington, D.C. nach New York City und war mit 238 Reisenden und fünf Eisenbahnern besetzt. Der Zug bestand aus einer an der Spitze des Zuges ziehenden Elektrolokomotive des Typs Amtrak ACS-64. Sie war von Siemens Mobility hergestellt und ein Jahr zuvor ausgeliefert worden. Technische Probleme an der Lokomotive waren nicht bekannt. In der Lokomotive befand sich eine Frontkamera, anhand deren Bilder der Unfallhergang rekonstruiert werden konnte. Die Lokomotive zog sieben Personenwagen. Der Triebfahrzeugführer fuhr seit 2010 Züge und die Strecke von Philadelphia nach New York City befuhr er seit 2011.
Zum Unfallzeitpunkt (21:23 Uhr) war es bereits dunkel.

## Unfallhergang
Der Triebfahrzeugführer führte unmittelbar vor dem Unfall über Funk ein Gespräch mit dem Triebfahrzeugführer einer Regionalbahn der Southeastern Pennsylvania Transportation Authority (SEPTA). In diesem Gespräch berichtete der SEPTA-Triebfahrzeugführer, sein Zug sei von einem unbekannten Gegenstand getroffen worden und die Windschutzscheibe geborsten.
Unmittelbar vor der Entgleisung beschleunigte der Triebfahrzeugführer den Zug 188 innerhalb von 50 Sekunden von einer Geschwindigkeit von 112 km/h auf 171 km/h und fuhr mit dieser Geschwindigkeit in einen Linksbogen ein, der für eine Geschwindigkeit von 80 km/h zugelassen war. Als er die Geschwindigkeitsüberschreitung bemerkte, leitete er eine Schnellbremsung ein, die den Zug geringfügig verlangsamte, bevor sich die Lokomotive um etwa 10 Grad nach rechts neigte, entgleiste und auf einem benachbarten Gleis zum Stehen kam. Alle Wagen entgleisten ebenfalls, die vorderen vier stürzten auf die Seite. Besonders der Wagen, der der Lokomotive folgte, wurde stark beschädigt.

## Unmittelbare Folgen
Bei dem Unfall wurden acht Menschen getötet und etwa 200 verletzt.

## Unfalluntersuchung
Der Triebfahrzeugführer überlebte. Er gab an, sich an nichts zu erinnern. Er stand weder unter Alkohol- noch unter Drogeneinfluss, sein Mobiltelefon war zum Unfallzeitpunkt ausgeschaltet (es befand sich in seinem Rucksack). Verfehlungen des Triebfahrzeugführers waren nicht bekannt, unter Kollegen sei er geschätzt gewesen.
Die Verkehrsbehörde NTSB, die für die Aufklärung des Unfalls zuständig war, vertritt in ihrem Ermittlungsbericht die Ansicht, dass der Triebfahrzeugführer durch das Funkgespräch mit dem Kollegen abgelenkt war und sich beim Beschleunigungsvorgang bereits im darauffolgenden Streckenabschnitt wähnte. Aufgrund der Dunkelheit sei ihm seine Fehleinschätzung erst aufgefallen, als er mit der überhöhten Geschwindigkeit in den Gleisbogen einfuhr. Es habe sich also um menschliches Versagen gehandelt. Der Vorsitzende des NTSB-Untersuchungsausschusses betonte, „jeder Mensch könne selbst an seinem besten Tag einen Fehler begehen“. Der NTSB-Untersuchungsausschuss schließt mit der Empfehlung, baldmöglichst Zugsicherungssysteme auf dem gesamten amerikanischen Schienennetz zu installieren.

## Reaktionen
Das Fehlen eines Zugsicherungssystems führte schon unmittelbar nach dem Unfall zu einem Wiederaufkommen der zuvor schon häufig geäußerten Kritik am Zustand der Infrastruktur der USA. Teile der Strecke, darunter auch das Gegengleis an der Unfallstelle, waren zum Unfallzeitpunkt bereits mit einem der Zugsicherungssysteme Automatic Train Control (ATC) oder Positive Train Control (PTC) ausgestattet, die den Unfall durch eine Zwangsbremsung verhindert hätten. In der Folge wurden Vorwürfe erhoben, Amtrak habe durch Lobbyismus eine Verzögerung der Frist zur flächendeckenden Einführung von PTC erreicht. Barack Obama sprach den Hinterbliebenen der Opfer sein Mitgefühl aus und erklärte, Investitionen in die Infrastruktur müssten kontinuierlich und nicht erst als Reaktion auf Unfälle getätigt werden. Joseph H. Boardman, Präsident von Amtrak, erwiderte, dass für die Einführung von Zugbeeinflussungssystemen bereits 111 Millionen US-Dollar investiert worden seien. Boardman versprach, bis zum Ende des Jahres 2015 den von Amtrak betriebenen Teil der Strecke vollständig mit PTC auszurüsten, was auch geschah. Tatsächlich war auch das von Northeast Regional 188 benutzte, nach Norden führende Gleis bereits zum Unfallzeitpunkt mit PTC ausgerüstet, aufgrund ausstehender Tests aber noch nicht in Betrieb genommen.
Der Vorsitzende des NTSB-Untersuchungsausschusses, Christopher Hart, bemängelte im Mai 2016 bei der Bekanntgabe des Abschlusses der Untersuchungen, dass ein Infrastrukturbetreiber bis 2021 keine rechtlichen Konsequenzen fürchten müsse, wenn er kein Zugsicherungssystem installiert habe und es zu einem Unfall kommt. Zugbeeinflussungssysteme seien seit 45 Jahren verfügbar, durch den Einsatz von PTC hätten in den USA in den letzten 20 Jahren 25 schwere Eisenbahnunfälle vermieden werden können.